# Křenovka
Křenovka je potok na Kutnohorsku ve Středočeském kraji. Je to levostranný přítok řeky Klejnárky, který se do ní vlévá u obce Církvice. Délka toku činí 9,0 km. Plocha povodí Křenovky měří 20,6 km².

## Průběh toku
Pramenná oblast Křenovky se nachází na západním okraji Křesetic, které se nalézají zhruba 2 km východně od Malešova. Potok teče převážně severovýchodním směrem. Mezi Perštejncem a Neškaredicemi, jež jsou místními částmi Kutné Hory, byla na Křenovce vybudována vodní nádrž, jejíž hráz se nachází na 3,0 říčním kilometru. Zhruba 2,5 km odtud u obce Církvice podtéká potok železniční trať (Praha -) Kolín - Havlíčkův Brod (trať 230) a napájí rybník Utopenec. Pod hrází rybníka se Křenovka vlévá zleva do Klejnárky na jejím 12,0 říčním kilometru.

### Větší přítoky
- Ještěrný potok, zprava, ř. km 7,3, délka 2,9 km[3]
- Bažantnice, zleva, ř. km 5,2, délka 2,6 km[4]

## Vodní režim
Profil:
| místo          | říční km | plocha povodí | průměrný průtok (Qa) | stoletá voda (Q100) |
| -------------- | -------- | ------------- | -------------------- | ------------------- |
| VD Neškaredice | 3,0      | 13,51 km²     | 0,043 m³/s           | 17 m³/s             |